# Progressió I–V–vi–IV

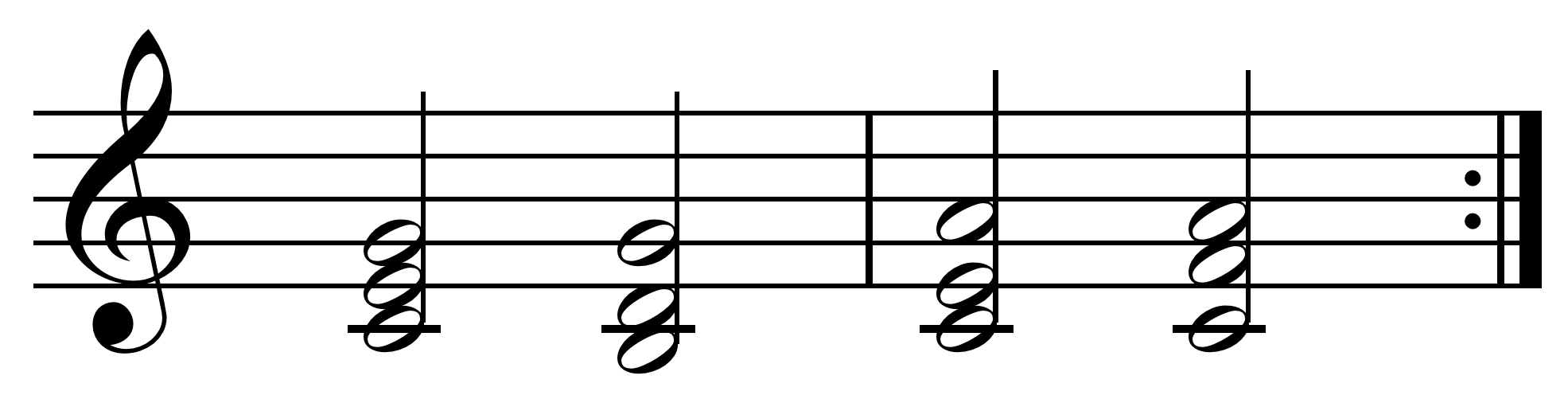
Progressió d'acords I–V–vi–IV en do.

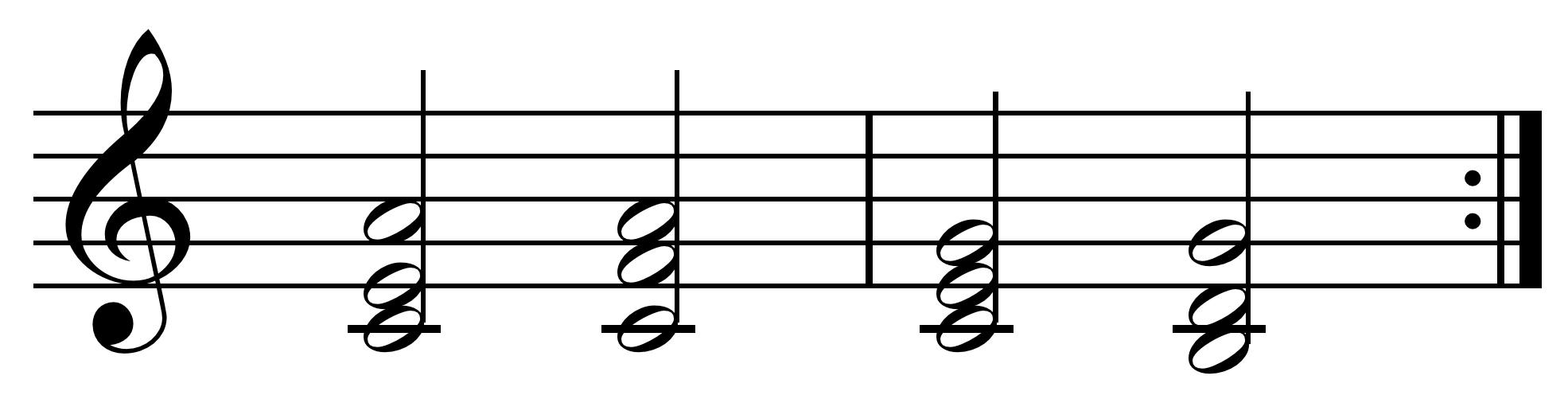
Progressió d'acords vi–IV–I–V en do.

La progressió I–V–vi–IV és una progressió d'acords comuna popular en diversos gèneres de música. Implica els acords I, V, vi i IV de qualsevol escala musical particular. Per exemple, en la tonalitat de Do major, aquesta progressió seria: C–G–Am–F. Les rotacions inclouen:
- I–V–vi-IV: Do–Sol–La menor–Fa
- V–vi–IV–I: So–La menor–Fa–Do
- vi–IV–I–V: La menor–Fa–Do–Sol
- IV–I–V–vi: Fa–Do–Sol–La menor

La progressió dels anys 50 utilitza els mateixos acords però en un ordre diferent (I–vi–IV–V), independentment del punt de partida.

## Variacions
Un ordre comú de la progressió, "vi–IV–I–V", va ser batejat com la "progressió d'acords femenins sensibles" pel columnista del Boston Globe Marc Hirsh. En Do major això seria La menor–Fa–Do–Sol, modulant la tonalitat a La menor.
Hirsh va notar primer la progressió d'acords a la cançó "One of Us" de Joan Osborne, i després en altres cançons. Va anomenar la progressió perquè va afirmar que va ser utilitzada per molts intèrprets de la gira de concerts Lilith Fair a finals de la dècada de 1990. Tanmateix, exemples de la progressió van aparèixer en èxits pop ja als anys 50, com a "To Know Him Is to Love Him" dels Teddy Bears, escrit per Phil Spector.

Dan Bennett afirma que la progressió també s'anomena "progressió pop-punk" a causa del seu ús freqüent en el pop punk.
En aquest ordenament, la progressió acaba amb una doble cadència plagal en clau del dominant (en el mode mixolidià) i també es podria repel·lir ii–bVII–IV–I, obrint-se amb un gir backdoor (literalment de la porta del darrere).
La progressió d'acords també s'utilitza en la forma IV–I–V–vi, com en cançons com "Umbrella" de Rihanna i "Down" de Jay Sean. Nombroses cançons de bro-country van seguir la progressió d'acords, com ho demostra la combinació de diverses cançons de bro-country de Greg Todd en un vídeo de principis de 2015.
Una cançó del 2009 del grup de comèdia The Axis of Awesome, anomenada "Four Chords", va demostrar l'omnipresent de la progressió de la música popular, amb efectes còmics; per exemple, com que la progressió es reprodueix com un ostinato, de vegades s'utilitza com a vi–IV–I–V (és a dir, la inversió "pessimista"). No representa amb precisió les progressions d'acords de totes les cançons que representa. Va ser escrit originalment en re major (per tant, la progressió era re major, la major, si menor, sol major) i es va interpretar en directe en la tonalitat de mi major (utilitzant així els acords de mi major, si major, do# menor i la major). La cançó es va publicar posteriorment a YouTube. A octubre de 2030, les dues versions més populars s'han vist unes 130 milions entre les dues.

## I–V–♭VII–IV

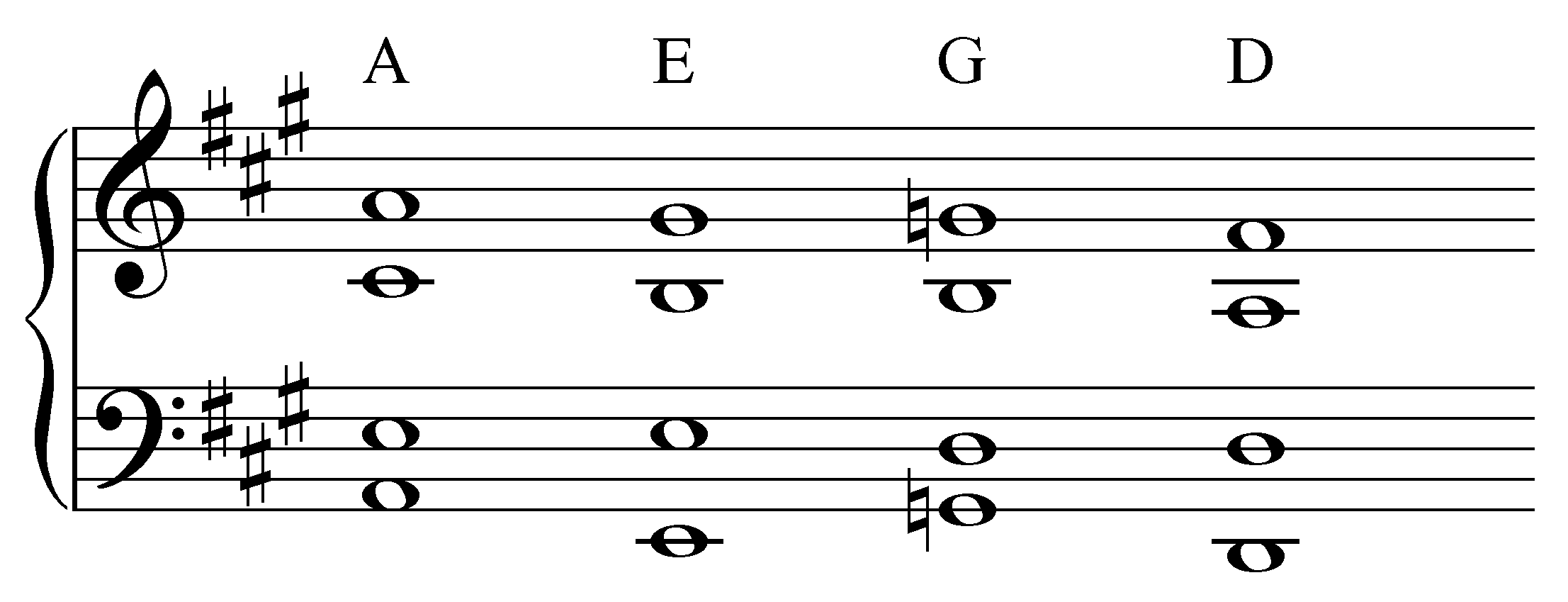
I–V– ♭ VII–IV en A

I–V– ♭ VII–IV es pot veure com una variació de I–V–vi–IV, substituint el superdominant per la subtònica. Consisteix en dues progressions d'acords IV, la segona un pas sencer més avall (La–Mi–Sol–Re = I–V en La i I–V en Sol), donant-li impuls harmònic. Hi ha poques tecles en què es pot tocar la progressió amb acords oberts a la guitarra, de manera que sovint es representa amb acords de barra ("Lay Lady Lay"). L'ús de la setena aplanada pot donar a aquesta progressió una sensació o un so de blues, i tot el descens del to pot recordar els acords de novena i desena del blues de dotze compassos (V–IV). La progressió també fa possible un descens cromàtic per un terç menor: {\displaystyle {\hat {8}}} – ♯ {\displaystyle {\hat {7}}} – ♮ {\displaystyle {\hat {7}}} – {\displaystyle {\hat {6}}} .

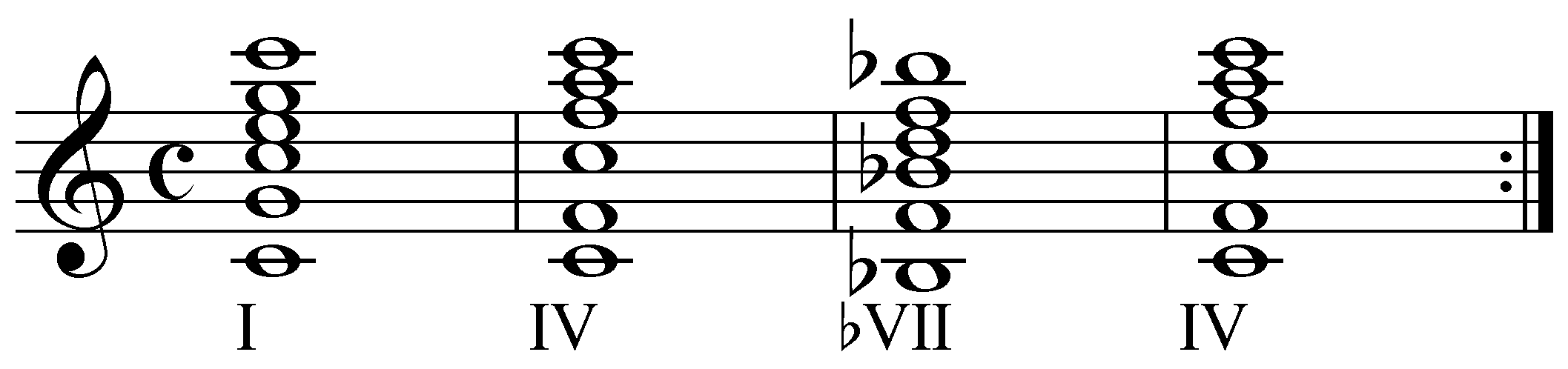
I–IV– ♭ VII–IV

"(You Make Me Feel Like) A Natural Woman" de Carole King fa un ús destacat d'aquesta progressió en els seus versos. "Lay Lady Lay" utilitza la progressió similar I–iii– ♭ VII–ii; els acords segon i quart se substitueixen pel menor relatiu tot conservant el mateix descens {\displaystyle {\hat {8}}} ♯ {\displaystyle {\hat {7}}} – ♮ {\displaystyle {\hat {7}}} – {\displaystyle {\hat {6}}}. Aquesta progressió s'utilitza en altres cançons com "Turning Japanese" (1980) dels Vapors, "Sample in a Jar" (1994) de Phish (I–iii– ♭ VII–IV), "Waterfalls" (1995) de TLC, i "Don't Tell Me" (2000) de Madonna. "Cinnamon Girl" (1969) de Neil Young utilitza I–v– ♭ VII–IV (tot en mixolidià). Obre el vers de "Brown Eyes" de Lady Gaga, s'utilitza en el cor de "Rio" (1982) de Duran Duran i "Sugar Hiccup" (1983) dels Cocteau Twins, i és a la 2a part del pont a "Sweet Jane" (1988) dels Cowboy Junkies. John Maus utilitza un iv-VII-iv en do menor per al vers de "Cop Killer". La progressió també s'utilitza completament amb acords menors [iv-vii-iv (sol#, re#, fa#, do#)] a la secció mitjana de l'estudi op. 10 núm. 12 de Chopin. Tanmateix, utilitzar el mateix tipus d'acord (major o menor) als quatre acords fa que sembli més una seqüència de quarts descendents que una progressió d'acords de bona fe. I–IV– ♭ VII–IV és una progressió d'acords similar que es forma en arc (I–IV– ♭ VII–IV–I), i s'ha utilitzat en el cor de "And She Was" (1985) de Talking Heads, a "Let's Go Crazy" (1984) de Prince, a "Like a Rock" (1986) de Bob Seger, a "Steady, As She Goes" (2006) dels Raconteurs (menor tònica: i–V– ♭ VII–IV).

## Cançons que utilitzen la progressió
Aquesta és una llista de cançons enregistrades que contenen usos múltiples i repetits de la progressió I–V–vi–IV.
| Títol de cançó                            | Artista                                             | Any  | Progressió                        | Clau                 |
| ----------------------------------------- | --------------------------------------------------- | ---- | --------------------------------- | -------------------- |
| "10,000 Reasons (Bless the Lord)"         | Matt Redman i Jonas Myrin                           | 2012 | IV–I–V–vi                         | Sol major            |
| "Africa"                                  | Toto                                                | 1982 | vi−IV–I–V (cor)                   | Fa♯ menor (cor)      |
| "Aicha"                                   | Cheb Khaled                                         | 1996 | vi–IV–I–V                         | Sol menor            |
| "Ai Se Eu Te Pego"                        | Michel Teló                                         | 2011 | I–V–vi–IV                         | Si major             |
| "All You Wanted"                          | Michelle Branch                                     | 2002 | vi–IV–I–V                         | La♭ major            |
| "Almost"                                  | Bowling for Soup                                    | 2005 | I–V–vi–IV                         | Si major             |
| "Alone"                                   | Alan Walker                                         | 2016 | vi–IV–I–V                         | Sol menor            |
| "Amaranth"                                | Nightwish                                           | 2007 | vi–IV–I–V                         | Re menor             |
| "A New Day Has Come"                      | Celine Dion                                         | 2002 | vi–IV–I–V                         | Fa♯ major            |
| "Apologize"                               | Timbaland i OneRepublic                             | 2007 | vi–IV–I–V                         | Do menor             |
| "As If It's Your Last"                    | Blackpink                                           | 2017 | IV−I−V−vi (cor)                   | Si♭ major (chorus)   |
| "Audience of One"                         | Rise Against                                        | 2009 | vi–IV–I–V (chorus)                | Re♭ major            |
| "Awesome God"                             | Hillsong United                                     | 2005 | IV–I–V–vi                         | La major             |
| "Bad Blood"                               | Taylor Swift                                        | 2014 | IV–I–V–vi                         | Sol major            |
| "Bailando"                                | Enrique Iglesias amb Descemer Bueno i Gente de Zona | 2014 | vi–IV–I–V                         | Mi menor             |
| "Beast of Burden"                         | The Rolling Stones                                  | 1978 | I–V–vi–IV                         | Mi major             |
| "Bebe"                                    | 6ix9ine                                             | 2018 | vi–IV–I–V                         | La menor             |
| "Breakeven"                               | The Script                                          | 2008 | IV–I–V–vi (cor)                   | Si♭ major/Sol menor  |
| "Bullet"                                  | Hollywood Undead                                    | 2011 | I–V–vi–IV                         | Mi major             |
| "Burn"                                    | Ellie Goulding                                      | 2013 | vi–IV–I–V (pre-cor and cor)       | Si♭ menor/Re♭ major  |
| "California King Bed"                     | Rihanna                                             | 2011 | I–V–vi–IV                         | Sol major            |
| "Caramelldansen"                          | Caramell                                            | 2001 | I–V–vi–IV                         | Mi♭ major/Sol♭ major |
| "Check Yes Juliet (Run Baby Run)"         | We the Kings                                        | 2008 | vi−I−IV−V (cor)                   | Re major             |
| "Clean"                                   | Taylor Swift                                        | 2014 | I–V–vi–IV                         | Si major             |
| "Come Over"                               | Kenny Chesney                                       | 2012 | vi–IV–I–V                         | Si♭ menor            |
| "Cruise"                                  | Florida Georgia Line                                | 2012 | I–V–vi–IV                         | Si♭ major            |
| "Cryin'"                                  | Aerosmith                                           | 1993 | I–V–vi–IV                         | La major (cor)       |
| "Daddy DJ"                                | Daddy DJ                                            | 1999 | vi–IV–I–V                         | Do menor             |
| "Dammit"                                  | Blink-182                                           | 1997 | I–V–vi–IV                         | Do major             |
| "Despacito"                               | Luis Fonsi                                          | 2017 | vi–IV–I–V                         | Si menor             |
| "Don't Trust Me"                          | 3OH!3                                               | 2008 | vi–IV–I–V                         | Si♭ major            |
| "Don't You Wanna Stay"                    | Jason Aldean i Kelly Clarkson                       | 2010 | vi–IV–I–V                         | Sol♯ menor           |
| "Dragostea Din Tei"                       | O-Zone                                              | 2003 | IV–I–V–vi; vi–IV–I–V              | La menor             |
| "Dream Catch Me"                          | Newton Faulkner                                     | 2007 | I–V–vi–IV                         | Re major             |
| "Drive By"                                | Train                                               | 2012 | vi–IV–I–V (vers) IV–I–V–vi (cor)  | Do♯ menor            |
| "Face Down"                               | The Red Jumpsuit Apparatus                          | 2006 | vi–IV–I–V                         | G menor              |
| "Faded"                                   | Alan Walker                                         | 2015 | vi–IV–I–V                         | Mi♭ menor            |
| "Feeling This"                            | Blink-182                                           | 2003 | I–V–vi–IV                         | Mi major             |
| "Flashlight"                              | Jessie J                                            | 2015 | I–V–vi–IV                         | Fa major             |
| "For the First Time"                      | The Script                                          | 2010 | I–V–vi–IV                         | La major             |
| "Forever Young"                           | Alphaville                                          | 1984 | I–V–vi–IV                         | Do major             |
| "Fuckin' Perfect"                         | P!nk                                                | 2010 | I–V–vi–IV                         | Sol major            |
| "Ghost"                                   | Justin Bieber                                       | 2021 | vi–IV–I–V                         | Re major             |
| "Girls Chase Boys"                        | Ingrid Michaelson                                   | 2014 | I−IV−vi−V                         | La♭ major            |
| "Give Me Everything"                      | Pitbull amb Ne-Yo, Afrojack i Nayer                 | 2011 | vi–IV–I–V                         | Mi♭ major            |
| "Glad You Exist"                          | Dan + Shay                                          | 2021 | I–V–vi–IV                         | Si major             |
| "Glycerine"                               | Bush                                                | 1995 | I–V–vi–IV                         | Fa major             |
| "Hair"                                    | Lady Gaga                                           | 2011 | I–V–vi–IV                         | Fa major             |
| "Hall of Fame"                            | The Script amb will.i.am                            | 2012 | vi–IV–I–V                         | Sol menor            |
| "My Happy Ending"                         | Avril Lavigne                                       | 2004 | vi–IV–I–V                         | Si menor             |
| "Happy Ending"                            | Mika                                                | 2007 | I–V–vi–IV                         | D♭ major             |
| "Heart Attack"                            | Demi Lovato                                         | 2013 | IV–I–V–vi; vi–IV–I–V              | Fa menor             |
| "Hello"                                   | Adele                                               | 2015 | vi–I–V–IV (verse) vi–IV–I–V (cor) | Fa menor             |
| "Hey Brother"                             | Avicii                                              | 2013 | vi–IV–I–V                         | Sol menor            |
| "Hide and Seek"                           | Imogen Heap                                         | 2005 | I–V–vi–IV                         | La major             |
| "Home"                                    | Phillip Phillips                                    | 2012 | IV–I–V–vi; vi–IV–I–V              | Do major             |
| "Hwaa"                                    | (G)I-dle                                            | 2021 | vi−IV−I−V                         | Fa♯ menor            |
| "I Don't Want To Be"                      | Gavin DeGraw                                        | 2003 | IV–I–V–vi (cor)                   | Mi♭ major            |
| "I Just Had Sex"                          | The Lonely Island amb Akon                          | 2011 | vi–IV–I–V                         | Re# menor            |
| "I Love You"                              | EXID                                                | 2018 | IV–I–V–vi (cor)                   | Do major             |
| "If I Were a Boy"                         | Beyoncé                                             | 2008 | vi–IV–I–V                         | Sol♭ major           |
| "I'm Goin' Down                           | Bruce Springsteen                                   | 1985 | I–V–vi–IV                         | Si♭ major            |
| "I'm Not Famous"                          | AJR                                                 | 2016 | V–vi–IV–I                         | La major             |
| "I'm Yours"                               | Jason Mraz                                          | 2008 | I–V–vi–IV                         | Si major             |
| "In My Head"                              | Jason Derulo                                        | 2009 | vi–IV–I–V                         | Do menor             |
| "International Love"                      | Pitbull amb Chris Brown                             | 2011 | vi–IV–I–V                         | Do menor             |
| "In This River"                           | Black Label Society                                 | 2005 | vi–IV–I–V                         | Mi menor             |
| "I Was Here"                              | Beyoncé                                             | 2011 | vi–IV–I–V                         | Mi menor             |
| "Jantung Hatiku"                          | Ita Purnamasari                                     | 2023 | I–V–vi–IV                         | Fa♯ major            |
| "Just a Dream"                            | Nelly                                               | 2010 | vi–IV–I–V                         | Mi♭ menor            |
| "Kids"                                    | OneRepublic                                         | 2016 | V–vi–IV–I                         | Re major             |
| "Lemonade"                                | Alexandra Stan                                      | 2011 | vi–IV–I–V                         | Fa♯ menor            |
| "Little Talks"                            | Of Monsters and Men                                 | 2011 | vi–IV–I–V                         | Si♭ menor            |
| "Love"                                    | Lana Del Rey                                        | 2017 | I–V–vi–IV (intro, vers i cors)    | Si♭ major            |
| "Love Me"                                 | Justin Bieber                                       | 2009 | vi–IV–I–V                         | Do menor             |
| "Love the Way You Lie"                    | Eminem amb Rihanna                                  | 2010 | vi–IV–I–V                         | Sol menor            |
| "Marilyn Monroe"                          | Nicki Minaj                                         | 2012 | vi–IV–I–V                         | Mi menor             |
| "My Name Is Jonas"                        | Weezer                                              | 1994 | I–V–vi–IV                         | Si major             |
| "Nobody's Perfect"                        | Hannah Montana (Miley Cyrus)                        | 2007 | vi–IV–I–V                         | Do menor             |
| "No One"                                  | Alicia Keys                                         | 2007 | I–V–vi–IV                         | Mi major             |
| "No Woman, No Cry"                        | Bob Marley                                          | 1973 | I–V–vi–IV                         | Re♭ major            |
| "Not Afraid"                              | Eminem                                              | 2010 | vi–IV–I–V                         | Do menor             |
| "Nothing"                                 | The Script                                          | 2010 | I–V–vi–IV (cor)                   | Re major             |
| "Numb"                                    | Linkin Park                                         | 2003 | vi–IV–I–V                         | Fa♯ menor            |
| "One Day"                                 | Matisyahu                                           | 2008 | I–V–vi–IV                         | Do major             |
| "One of Us"                               | Joan Osborne                                        | 1995 | vi–IV–I–V                         | Fa♯ menor            |
| "On the Floor"                            | Jennifer Lopez amb Pitbull                          | 2011 | vi–IV–I–V                         | Mi♭ menor            |
| "Only my railgun"                         | fripSide                                            | 2009 | vi–IV–V–I                         | Si major             |
| "Otherside"                               | Red Hot Chili Peppers                               | 2000 | vi–IV–I–V                         | La menor             |
| "Out of the Woods"                        | Taylor Swift                                        | 2014 | I–V–vi–IV                         | La menor             |
| "Peace of Mind"                           | Boston                                              | 1976 | vi–IV–I–V                         | C♯ menor             |
| "Pieces"                                  | Sum 41                                              | 2005 | vi–IV–I–V                         | D menor              |
| "Poker Face"                              | Lady Gaga                                           | 2008 | vi–IV–I–V                         | Sol♯ menor           |
| "Pork and Beans"                          | Weezer                                              | 2008 | I–V–vi–IV                         | Sol♭ major           |
| "Prison Bound"                            | Social Distortion                                   | 1988 | I–V–vi–IV                         | Fa♯ major            |
| "Read All About It, Pt. III"              | Emeli Sandé                                         | 2012 | vi–IV–I–V                         | Si menor             |
| "Real World"                              | Matchbox Twenty                                     | 1998 | I–V–vi–IV (verse)                 | B♭ major             |
| "Replay"                                  | Iyaz                                                | 2009 | vi–IV–I–V                         | Fa♯ menor            |
| "Rewrite the Stars"                       | Zac Efron i Zendaya                                 | 2018 | vi–IV–I–V                         | Si♭ major            |
| "Rise"                                    | McClain Sisters                                     | 2012 | vi–IV–I–V                         | Si menor             |
| "River Flows in You"                      | Yiruma                                              | 2001 | vi–IV–I–V                         | La major             |
| "Rockstars"                               | Malik Harris                                        | 2022 | I–V–vi–IV                         | Sol major            |
| "Roly-Poly"                               | T-ARA                                               | 2011 | vi–IV–I–V                         | La menor             |
| "Save Tonight"                            | Eagle Eye Cherry                                    | 1997 | vi–IV–I–V                         | Do major             |
| "Say Something"                           | A Great Big World                                   | 2013 | vi–IV–I–V                         | Si menor             |
| "Scar"                                    | Missy Higgins                                       | 2004 | I–V–vi–IV                         | Do major             |
| "Since You Been Gone"                     | Russ Ballard                                        | 1976 | I–V–vi–IV                         | Sol major            |
| "Six Degrees of Separation"               | The Script                                          | 2012 | vi–IV–I–V                         | Do♯ menor            |
| "Snow (Hey Oh)"                           | Red Hot Chili Peppers                               | 2006 | vi–IV–I–V                         | Si major/Sol♯ menor  |
| "Someone like You"                        | Adele                                               | 2011 | I–V–vi–IV                         | La major             |
| "Someone You Loved"                       | Lewis Capaldi                                       | 2018 | I–V–vi–IV                         | Do major             |
| "Soul To Squeeze"                         | Red Hot Chili Peppers                               | 1993 | I–V–vi–IV                         | Fa major             |
| "Sparks Fly"                              | Taylor Swift                                        | 2011 | vi–IV–I–V                         | Re menor             |
| "Stand"                                   | Rascal Flatts                                       | 2007 | vi–IV–I–V                         | La menor             |
| "Stereo Hearts"                           | Gym Class Heroes                                    | 2011 | vi–IV–I–V                         | Fa♯ menor            |
| "Stronger (What Doesn't Kill You)"        | Kelly Clarkson                                      | 2012 | vi–IV–I–V                         | La menor             |
| "Take On Me"                              | Aha                                                 | 1984 | I–V–vi–IV                         | La major             |
| "Take You Down"                           | Illenium                                            | 2018 | vi–IV–I–V                         | Re major             |
| "Tangled Up in Me"                        | Skye Sweetnam                                       | 2004 | I–V–vi–IV                         | Do major             |
| "The Days"                                | Avicii                                              | 2014 | IV–I–V–vi (cor)                   | Do major             |
| "The Edge of Glory"                       | Lady Gaga                                           | 2011 | I–V–vi–IV                         | La major             |
| "The Kids Aren't Alright"                 | The Offspring                                       | 1999 | vi–IV–I–V                         | Si♭ menor            |
| "The Rock Show"                           | Blink-182                                           | 2001 | vi–IV–I–V (bridge)                | La major/Fa♯ menor   |
| "The Spectre"                             | Alan Walker                                         | 2017 | vi–IV–I–V                         | Do♯ menor            |
| "(There's Gotta Be) More to Life"         | Stacie Orrico                                       | 2003 | vi–IV–I–V                         | Fa menor             |
| "To Know Him Is to Love Him"              | The Teddy Bears                                     | 1958 | I–V–vi–IV                         | Re major             |
| "Try"                                     | P!nk                                                | 2012 | IV–I–V–vi; vi–IV–I–V              | Re major/Si menor    |
| "Tuesday's Gone"                          | Lynyrd Skynyrd                                      | 1973 | I–V–vi–IV                         | La major             |
| "Up"                                      | Olly Murs amb Demi Lovato                           | 2014 | IV−I−V−vi (cors)                  | La major             |
| "Wagon Wheel"                             | Old Crow Medicine Show i Bob Dylan                  | 2004 | I–V–vi–IV                         | La major             |
| "Wannabe"                                 | Itzy                                                | 2020 | IV–I–V–vi                         | Fa♯ menor/La major   |
| "Wannabe"                                 | Spice Girls                                         | 1996 | V−vi−IV−I                         | Si major             |
| "We Are Never Ever Getting Back Together" | Taylor Swift                                        | 2012 | IV–I–V–vi                         | Sol major            |
| "We Found Love"                           | Rihanna feat. Calvin Harris                         | 2011 | vi–IV–I–V                         | Fa♯ major            |
| "What About Now"                          | Lonestar                                            | 2000 | I–V–vi–IV                         | Mi major             |
| "Whatever It Takes"                       | Imagine Dragons                                     | 2017 | IV–I–V–vi (cors)                  | Si♭ menor            |
| "What Would I Change It To"               | Avicii & AlunaGeorge                                | 2017 | I–V–vi–IV                         | Si major             |
| "What's My Age Again?"                    | Blink-182                                           | 1999 | IV–I–V–vi; I–V–vi–IV              | Fa♯ major            |
| "When Can I See You Again?"               | Owl City                                            | 2012 | I–V–vi–IV                         | Re major             |
| "When I Come Around"                      | Green Day                                           | 1993 | I–V–vi–IV                         | Sol♭ major           |
| "Wherever You Will Go"                    | The Calling                                         | 2001 | I–V–vi–IV                         | Re major             |
| "Where'd You Go"                          | Fort Minor amb Holly Brook i Jonah Matranga         | 2006 | I–V–vi–IV                         | Mi major             |
| "Whiskey Glasses"                         | Morgan Wallen                                       | 2018 | I–V–vi–IV                         | Sol major            |
| "Whistle"                                 | Flo Rida                                            | 2012 | vi–IV–I–V                         | La menor             |
| "Who You Are"                             | Jessie J                                            | 2011 | vi–IV–I–V                         | F♯ menor             |
| "Willst du"                               | Alligatoah                                          | 2013 | vi–IV–I–V                         | Sol♯ menor           |
| "With Me"                                 | Sum 41                                              | 2007 | I–V–vi–IV (intro i vers)          | Mi major             |
| "Young Volcanoes"                         | Fall Out Boy                                        | 2013 | vi–IV–I–V (vers)                  | Si menor             |
| "You Found Me"                            | The Fray                                            | 2008 | vi–IV–I–V (cors)                  | Sol♯ menor           |
| "You'll Think Of Me"                      | Keith Urban                                         | 2004 | I–V–vi–IV; vi–IV–I–V              | La major/Fa♯ menor   |
| "You're Not Sorry"                        | Taylor Swift                                        | 2008 | vi–IV–I–V                         | Mi♭ menor            |
| "Zombie"                                  | The Cranberries                                     | 1994 | vi–IV–I–V                         | Mi menor             |